# Diaea rubropunctata
Diaea rubropunctata es una especie de araña cangrejo del género Diaea, familia Thomisidae. Fue descrita científicamente por Rainbow en 1920.

## Distribución
Esta especie se encuentra en isla de Lord Howe.